# Сапожник и нечистая сила
Сапожник и нечистая сила  — рассказ Антона Павловича Чехова. Написан в 1888 году, впервые опубликован в 1888 году в «Петербургской газете» № 355 от 25 декабря с подписью Ан. Чехов.

## Публикации
Рассказ А. П. Чехова «Сапожник и нечистая сила» написан в 1888 году, впервые опубликован в 1888 году в «Петербургской газете» № 355 от 25 декабря с подписью Ан. Чехов, вошёл в собрание сочинений Чехова, издаваемое А. Ф. Марксом. Рассказ был заказан писателю редакцией «Петербургской газеты».
При жизни Чехова рассказ переводился на болгарский и сербскохорватский языки.

## Критика
Сам автор рассказа был им недоволен. Чехов писал Суворину: «Мне стыдно за него». Критики и друзья писателя по-разному отнеслись к рассказу. Лейкин писал: «Рассказ хоть и не в чеховском духе, а в толстовском, но премиленький». Плещеев считал, что эту «сказку» «нельзя одобрить».
Критик «Русской мысли» в рецензии на первый том «Рассказов» отметил, что в творчестве Чехова, кроме легкого юмора, есть ещё и «прекрасно выраженный трагизм человеческого существования». «Посмотрите, какой печальной нотой звучит конец рассказа „Сапожник и нечистая сила“».

## Персонажи
- Федор Пантелеич Нилов, сапожник.
- Чёрт Иваныч, нечистый.

## Сюжет
Однажды под Рождество сапожник Федор Пантелеич Нилов чинил заказчику сапоги. Работая, он жаловался на жизнь, завидовал заказчикам и выпивал. Сапожник мечтал, чтобы богачи превратились в нищих, которым есть нечего, а сапожник стал богачом и сам бы куражился над бедными сапожниками. Мечтая, Федор вспомнил о своей работе, которая оказалась готовой для сдачи заказчику.
Федор положил работу в красный платок и пошел на улицу. По дороге над ним насмехались прохожие, но Федор терпел и отплевывался. Когда он пришел к заказчику, то тот стал молча примерять сапоги. Чтобы помочь, Федор встал на колено и стащил с него старый сапог, но сразу вскочил и попятился в ужасе. У заказчика вместо ноги было лошадиное копыто. Федор подумал, что надо бы срочно убежать, но сообразил — нечистая сила встретилась ему в первый и последний раз. Он решил воспользоваться её услугами. Федор сказал так: «Говорят, что нет поганей и хуже на свете, как нечистая сила, а я так понимаю, ваше высокоблагородие, что нечистая сила самая образованная. У чёрта, извините, копыта и хвост сзади, да зато у него в голове больше ума, чем у иного студента». Такие речи понравились заказчику и он спросил — не хочет ли чего мастер. Фёдор попросил сделать его богатым. Но Чёрт Иваныч попросил за это отдать ему душу. Федор стал торговаться и сказал, что душу отдаст после исполнения просьбы. Заказчик согласился.
Вдруг Федор вдруг увидел себя в кресле за большим столом. Лакеи подавали ему кушанья и низко кланялись. Федора распирало после сытного обеда. Он стал командовать прислугой, а пришедшего за деньгами сапожника прогнал. Вечером нечистый привел грудастую барыню в красном платье, сказав, что это теперь его жена. Федор долго с ней целовался, а ночью беспокоился за свое богатство и плохо спал. Утром он пошёл в храм, а выйдя из него затянул песню. Прохожие сделали ему замечания: «Барин, нельзя господам петь на улице! Вы не сапожник!» Побить дома жену он также не смог.
Вечером к нему пришел Чёрт Иваныч. Он сказал, что соблюл в точности уговор, Федор побывал богатым и пора ему с ним уходить. Он "потащил Федора в ад, прямо в пекло, и черти слетались со всех сторон и кричали: «Дурак! Болван! Осел!»
Но тут всё исчезло. Федор открыл глаза и понял, что спал. Около него стоял заказчик и кричал: «Дурак! Болван! Осел! Я тебя проучу, мошенника! Взял заказ две недели тому назад, а сапоги до сих пор не готовы!»
Федор вновь принялся за сапоги, после чего пошёл в церковь. По дороге он размышлял, что богатым и бедным одинаково плохо. Одни могут ездить в карете, а другие — петь песни и играть на гармонике. В целом же всех ожидает одна могила. В жизни нет ничего, за что можно было бы отдать нечистому «хотя бы малую часть своей души».

## Экранизация
В 1984 году вышел на экраны телефильм режиссера Владимира Мотыля Невероятное пари, или Истинное происшествие, благополучно завершившееся сто лет назад, в котором, в частности, был экранизирован рассказ «Сапожник и нечистая сила»